# Птицемлечник Буше
Птицемле́чник Буше́ (лат. Ornithógalum boucheánum) — многолетнее травянистое растение; вид рода Птицемлечник (Ornithogalum) семейства Спаржевые (Asparagaceae).
Назван в честь немецкого ботаника П. К. Буше.

## Ботаническое описание

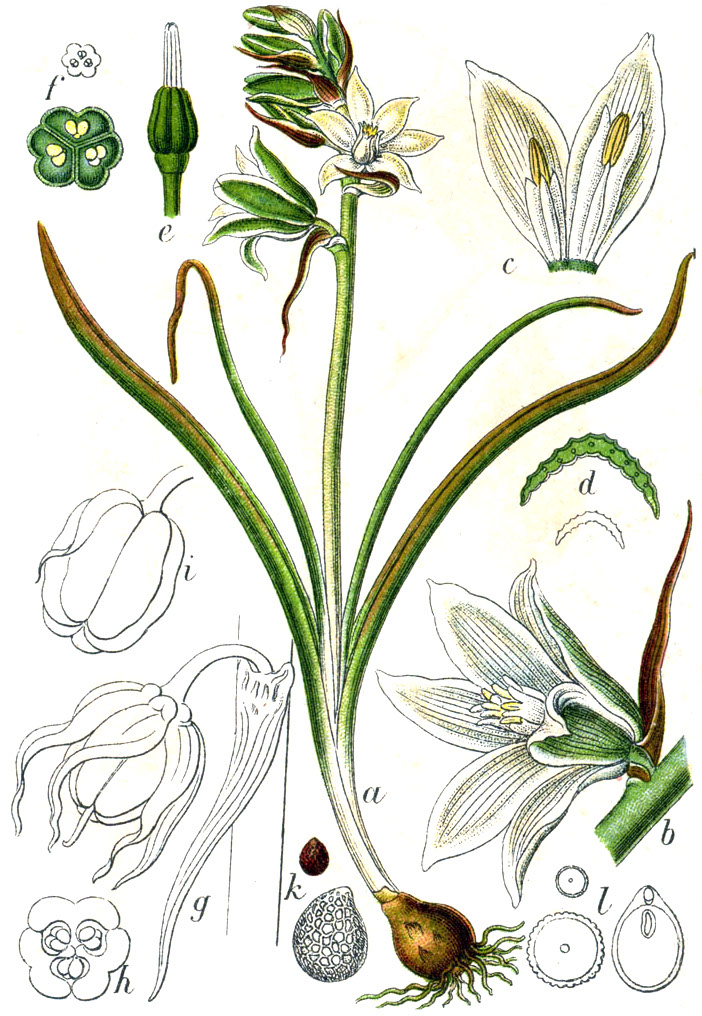

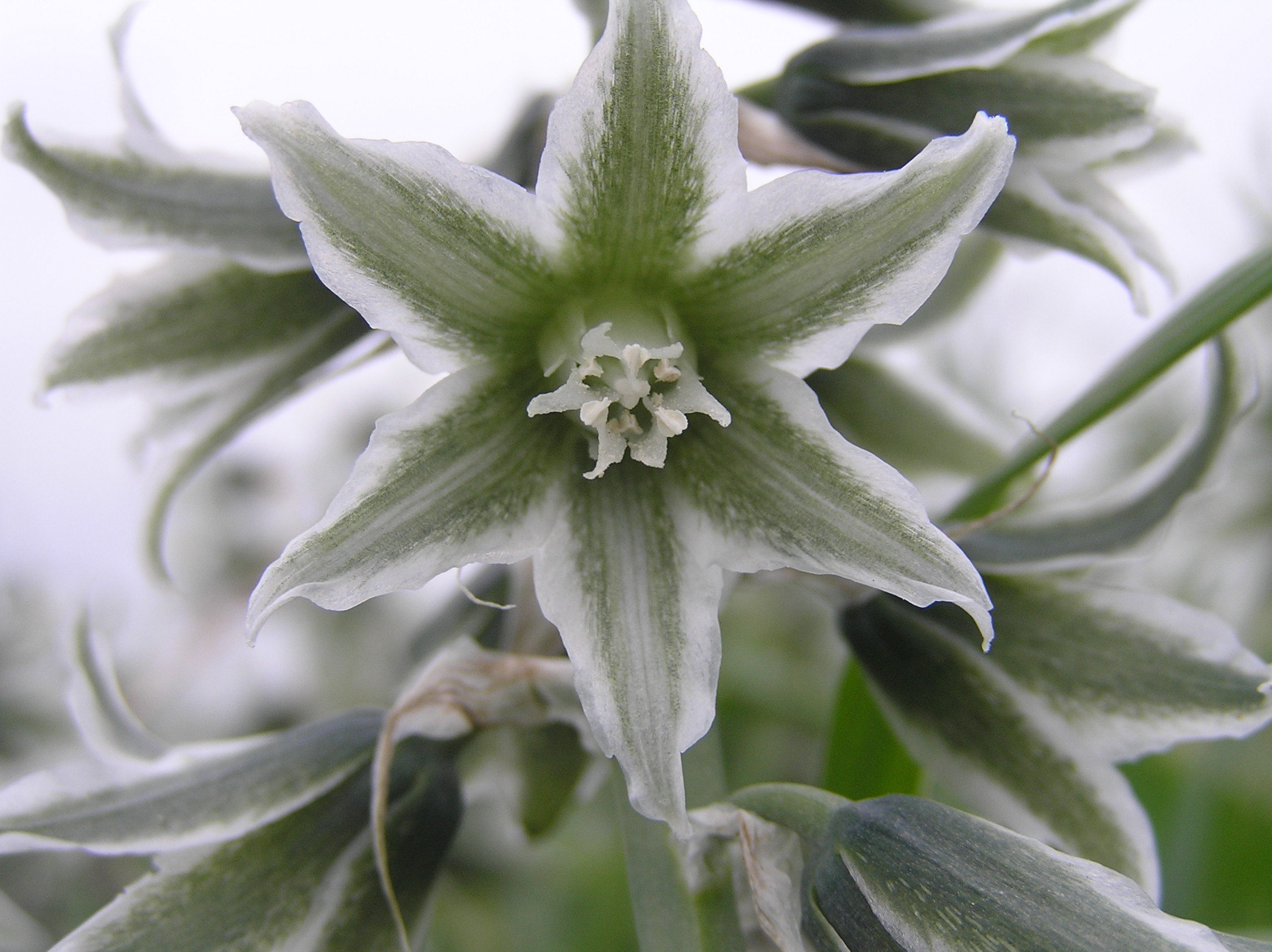
Цветок

Геофит. Многолетнее травянистое растение 20—50 см высотой. Луковица яйцевидная.
Стебель прямостоячий, с розеткой из трёх — четырёх (шести) линейных, желобчатых, прикорневых листьев до 2 см шириной.
Соцветие — асимметричная гроздь из 5-20 цветков, прицветники длиннее цветоножек. Цветки до 5 см в диаметре, колокольчатые, листочки околоцветника 20—25 мм длиной, продолговато-ланцетные, заострённые, изнутри белые, снаружи зеленоватые, с белой каймой. Тычиночные нити широко расширенные, по краям с двумя зубцами, которые во внутренних тычинках равны или превышают пыльники, в наружных — короче. Цветёт в апреле — мае.
Плодоносит в июне — июле. Размножается семенами и вегетативно.

## Распространение и местообитание
Встречается на Украине, в Молдавии, Средней и Атлантической Европе, на Балканском полуострове и в Малой Азии, в России — только в Ростовской области и Крыму.

## Охранный статус

### В России
В России вид входит в Красную книгу Ростовской области.

### На Украине
Входит в Красную книгу Украины и Луганской области, охраняется в Днепровско-Орельском, Луганском, Украинском степном ПО, Черноморском, Дунайском заповедниках, НПП «Святые Горы», в ландшафтных и ботанических заказниках.